# Paolo Conti
Paolo Conti (Riccione, 1 de abril de 1950) é um ex-futebolista profissional italiano que atuava como goleiro.

## Carreira
Paolo Conti representou a Seleção Italiana de Futebol, na Copa do Mundo de 1978.